# Gabriele Amorth
Gabriele Amorth, né le 1er mai 1925 à Modène et mort le 16 septembre 2016 à Rome, est un prêtre paulinien italien. Élève et disciple du père Candido Amantini, il l'assiste à partir de 1986, puis lui succède comme exorciste du diocèse de Rome en 1990. Auteur à succès et fondateur de l'Association internationale des exorcistes, il est, à sa mort, le plus célèbre exorciste de la planète.

## Biographie

### Jeunesse
Gabriele Amorth naît à Modène, en Émilie, dans une famille d'avocats engagée au sein de l'Action catholique. Étudiant, il rejoint la Fédération des universitaires catholiques italiens, avant de s'engager, à 18 ans, dans la Résistance italienne, à travers la Brigata Italia (it) d'Ermanno Gorrieri, qui le nomme vice-commandant de la place de Modène et commandant du 3e bataillon du 2e régiment italien.
À la fin de la Seconde Guerre mondiale, Gabriele Amorth entre chez les Jeunes Chrétiens-Démocrates, dont il devient, en 1947 — à l'âge de 22 ans —, le délégué national adjoint. Proche de Giulio Andreotti, il se lie par la suite au groupe formé par Giorgio La Pira, Giuseppe Dossetti, Amintore Fanfani et Giuseppe Lazzati[réf. nécessaire].
Après un diplôme de droit, il entre dans la Société de saint Paul et est ordonné prêtre le 24 janvier 1954 à Rome par Ilario Roatta (it), évêque de Norcia. Il dirige la revue Madre di Dio[Quoi ?] et collabore au magazine Famiglia Cristiana, créé par Giacomo Alberione. Il devient, dans le même temps, membre de l'Académie pontificale mariale internationale.

### Prêtre exorciste
Formé par Candido Amantini, Gabriele Amorth est nommé exorciste du diocèse de Rome en juin 1986, par le cardinal Ugo Poletti. Il devient alors son assistant, à qui il succède en 1990. En septembre 1991, le père Amorth fonde l'Association italienne des exorcistes, qui devient par la suite l'Association internationale des exorcistes. Il en est le président jusqu'à sa retraite, en 2000, date à laquelle il devient président honoraire à vie. Les statuts de l'association sont approuvés par le Saint-Siège en juin 2014. Selon ses dires, il aurait pratiqué plus de 60 000 exorcismes tout au long de son ministère.
Dans le monde francophone, après la publication de ses Confessions-Mémoires en 2012, Dom Amorth se voit souvent qualifié d'« exorciste officiel du Vatican » ou d'« exorciste en chef du Vatican », des fonctions qui n'existent pas au sein de l'Église catholique. Il est en fait simplement, de 1986 jusqu'à sa mort, l'un des exorcistes du diocèse de Rome.

### Mort
En 2016, William Friedkin, auteur du film L'Exorciste, réalise le film-documentaire The Devil and Father Amorth (en), dans lequel est filmé, avec l'autorisation de Gabriele Amorth, un exorcisme qu'il pratique sur une femme de 46 ans. Le prêtre est hospitalisé à Santa Lucia de Rome, et meurt quatre mois après le tournage, le 16 septembre 2016 à la suite de complications pulmonaires,,.
Ses obsèques sont célébrées le 19 septembre suivant par Paolo Lojudice, évêque auxiliaire de Rome, et Valdir José de Castro, supérieur général de la Société de saint Paul, en la basilique Santa Maria Regina degli Apostoli alla Montagnola, dans le quartier d'Ostiense.

## Prises de position

### Le nouveau rituel d'exorcisme

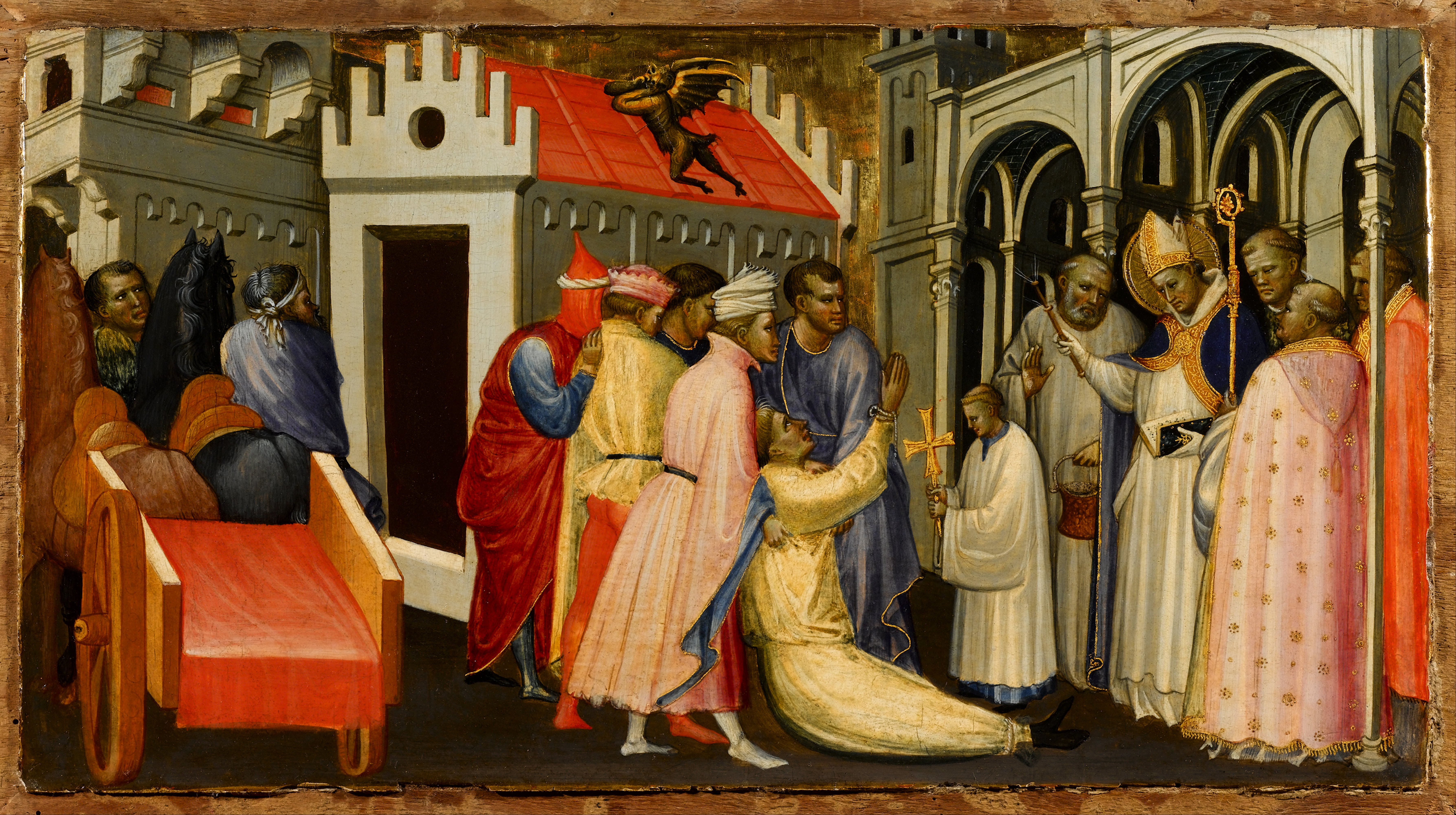
Gherardo Starnina, Saint Hugues d'Avalon exorcisant un homme possédé par le Diable, 1404-1407.

En 1998, un nouveau rituel d'exorcisme est officiellement promulgué par la Congrégation pour le culte divin, après sa validation par le pape Jean-Paul II. La précédente réforme datait de 1614. Celle de 1998 s'inscrit dans la longue entreprise de rénovation des rituels liturgiques décidée par le concile Vatican II en 1964. En 2001, la traduction italienne du rituel est approuvée par la Conférence épiscopale italienne.
Pour le père Amorth, « ce Rituel tant attendu  s'est  transformé  en  farce. [...] Le maléfice est le mal que l’on cause à une personne en recourant au diable. [...] Le Rituel romain expliquait comment il fallait l’affronter. Le nouveau Rituel, au contraire, déclare catégoriquement qu’il est absolument interdit de faire des exorcismes dans ces cas-là. Absurde ! Les maléfices sont de loin les causes les plus fréquentes des possessions et des maux procurés par le démon : au moins 90 % des cas. [...] Le point 16, ensuite, déclare solennellement qu'il ne faut pas faire d'exorcisme si l'on n'a pas la certitude de la présence du diable. C'est un chef-d'œuvre d'incompétence : la certitude que le démon est présent chez quelqu'un, on ne peut l'avoir qu’en faisant l’exorcisme. [...] Aucun de ceux qui ont collaboré [à l'élaboration de ce rituel] n'était spécialiste d'exorcismes ».
Pour Gabriele Amorth, Satan lui-même aurait « mis la main à beaucoup de réformes liturgiques », pour détériorer les rites et leur faire perdre en efficacité. Cela serait particulièrement le cas des nouveaux rituels de baptêmes et d'exorcismes. Le rituel serait même clairement « inutilisable » : « les prières efficaces, des prières qui avaient douze siècles  d'existence, ont  été  supprimées et ont été remplacées par de nouvelles prières, inefficaces. Mais,  par  chance, [...] le nouveau préfet de la Congrégation pour le culte divin, le cardinal Jorge Medina — avec le soutien du cardinal Joseph Ratzinger —, a joint au Rituel une notification, dans laquelle il est précisé que les exorcistes ne sont pas obligés d'utiliser ce Rituel et que s'ils le veulent ils peuvent demander à leur évêque l'autorisation d'utiliser l'ancien ».

### Distinguer possession et maladie psychique
Pour combattre le diable, Gabriele Amorth estime qu'il est nécessaire pour les exorcistes de collaborer avec des psychiatres : une personne qui pense être possédée doit d'abord consulter un médecin, le recours à un exorciste devant rester une mesure exceptionnelle. Selon lui, le diable étant « le menteur par excellence », il peut néanmoins causer des maux identiques à des maladies naturelles, ce qui implique la nécessité d'une collaboration entre exorcistes et psychiatres.
Pour le père Amorth, l'exorciste doit commencer par demander leur avis aux médecins et surveiller l'effet des traitements. Il doit ensuite rechercher les symptômes suspects, comme l'aversion envers le sacré (haine pour la prière, sensibilité à l'eau bénite, impossibilité d'entrer dans un lieu consacré, blasphèmes, etc.), les troubles psychiques (entente de voix, impression d'être observé, manifestation d'une force physique inouïe, etc.), les phénomènes paranormaux (objets qui se déplacent, odeurs nauséabondes, etc.) et les événements qui ont marqué le début des phénomènes (magie, spiritisme, occultisme, fréquentation d'une secte satanique, etc.). L'exorciste peut, selon lui, distinguer la possession de la maladie en recourant à des « provocations silencieuses » vis-à-vis du démon, comme l'usage d'eau et de sel bénits. Dès lors qu'il suspecte une présence démoniaque, Gabriele Amorth préconise que le prêtre pratique un exorcisme, ce dernier permettant généralement de confirmer s'il y a, ou non, possession.
Dom Amorth insiste sur la distinction des rôles entre l'exorciste et le psychiatre, mais aussi sur une connaissance mutuelle de la spécialité de l'autre :  « le psychiatre doit absolument avoir connaissance des principaux textes sur la démonologie ; et l'exorciste, de la même manière, doit avoir connaissance des symptômes les plus évidents des principaux troubles psychiques ».

### Satan et l'Église

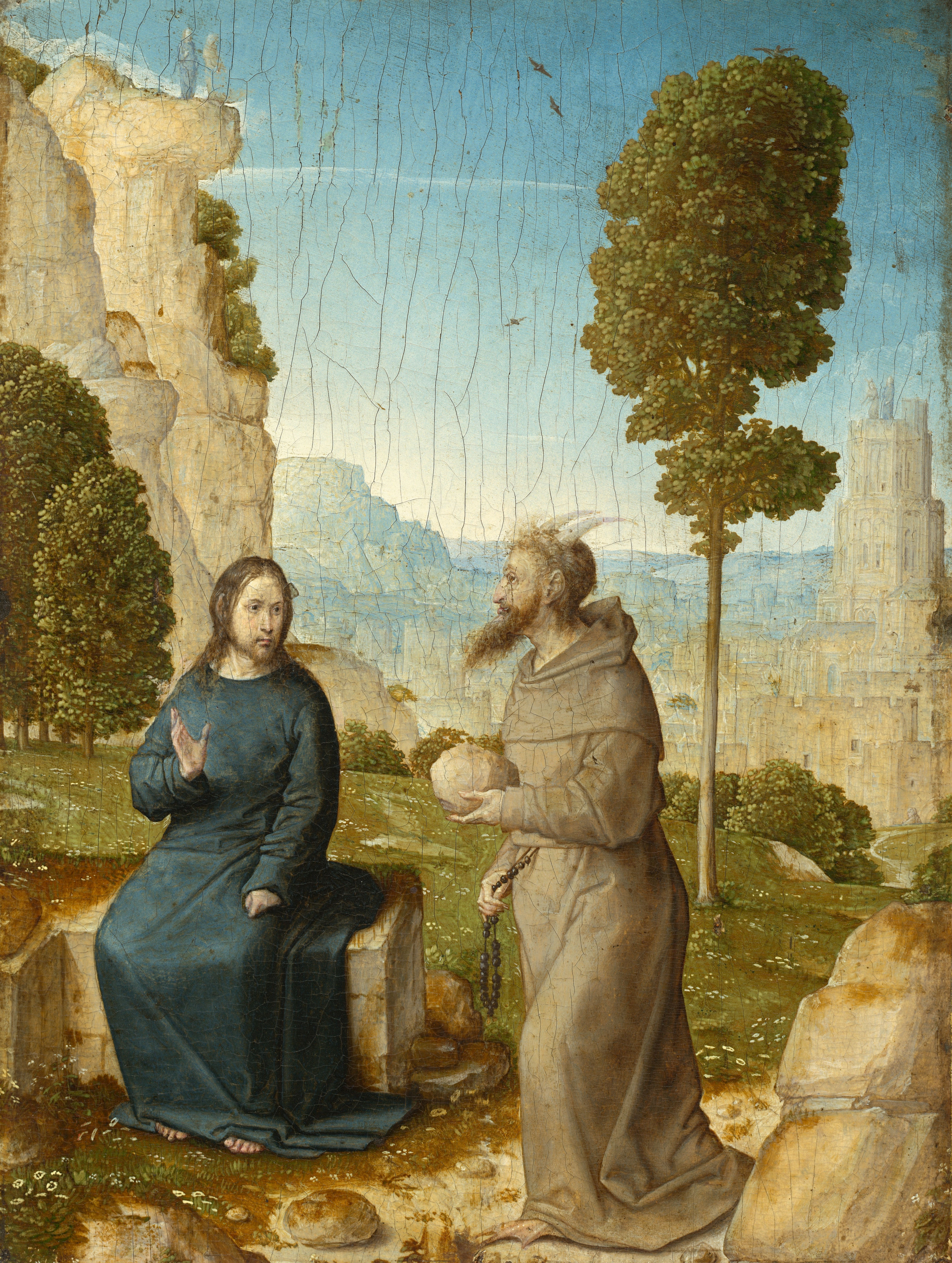
Jean de Flandres, La Tentation du Christ dans le Désert, v. 1500.

Pour Dom Amorth, les catholiques ont « un clergé et un épiscopat qui ne croient plus au diable, aux exorcismes, aux maux extraordinaires que le diable peut provoquer, ni non plus au pouvoir que Jésus a donné pour chasser les démons [...] Depuis [les années 1970], l'Église latine — au contraire de l'Église orthodoxe et de différentes confessions protestantes — a presque entièrement abandonné le ministère de l'exorcisme. Et comme le clergé ne pratique plus les exorcismes, comme il ne les étudie plus et ne les a jamais vus, il n'y croit plus. Et il ne croit plus non plus au diable. Nous avons des épiscopats entiers qui sont hostiles aux exorcismes ». Il ajoute : « Mais si un évêque se trouve devant une demande sérieuse d'exorcisme — c’est-à-dire qui ne soit pas faite par un fou — et qu'il ne fait rien, il commet un péché mortel, et il est responsable des souffrances terribles qu'endure cette personne ».
Conformément aux paroles du pape Paul VI, pour qui « la fumée de Satan » était bel et bien entrée dans l'Église, Dom Amorth considère que le diable est partout, y compris au Vatican, où se seraient installées des « sectes sataniques » et « des légions de démons » : « le Malin tente surtout les autorités de l'Église, comme il tente toutes les autorités, celles de la politique et de l'industrie »,. Satan s'attaquerait même prioritairement à l'Église, comme un général tenterait de conquérir la place forte d'un ennemi, « mais, grâce au ciel, il y a l'Esprit Saint qui dirige l'Église : les portes de l'enfer ne prévaudront pas, malgré les défections et malgré les trahisons, dont il ne faut d'ailleurs pas s'étonner. La première trahison fut l'œuvre de l'un des apôtres les plus proches de Jésus : Judas Iscariote. Pourtant, malgré cela, l'Église poursuit son chemin. L'Esprit Saint la maintient debout et les attaques de Satan ne peuvent donc connaître que des réussites partielles. Certes, le démon peut gagner des batailles, et même des batailles importantes, mais jamais la guerre ». Selon Gabriele Amorth, les scandales d'abus sexuels dans l'Église catholique seraient le résultat des œuvres des démons sur quelques prêtres, qui « n'étaient pas possédés, mais bien tentés par le diable ».

### Satan et les hommes

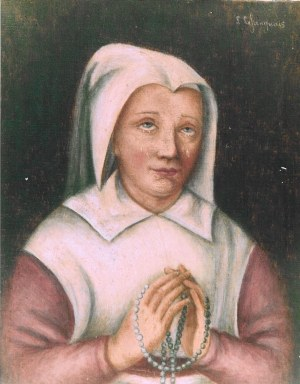
Parmi les saints victimes de possession, on peut citer l'exemple de Marie des Vallées, qui se sanctifia par les souffrances que lui firent endurer les démons.

À propos de Satan, le père Amorth affirme : « Il a une stratégie monotone. Je le lui ai dit et il le reconnaît... Il fait croire que l'enfer n'existe pas, que le péché n'existe pas et qu'il n'est qu'une expérience de plus à faire. Concupiscence, succès et pouvoir sont les trois grandes passions sur lesquelles s'appuie Satan ». Pour lui, le plus grand succès du diable est de « réussir à faire croire qu'il n'existe pas », y compris « à l'intérieur de l'Église ».
Au cours d'un entretien avec Sławomir Sznurkowski [Qui ?], il décrit les trois grandes lois du satanisme : « Fais ce que tu veux ; n'obéis à personne ; sois ton propre Dieu », qui, selon lui, expliquent la recrudescence actuelle des cas de possessions.
Son expérience lui permet, entre autres, de distinguer « deux catégories de possédés » : les personnes possédées à la suite de leurs propres erreurs et les autres, attaquées en raison de leur amour pour Dieu. Dom Amorth précise qu'« on peut être soumis aux attaques du démon dans quatre cas : parce que cela constitue un bien pour la personne et c'est le cas de beaucoup de saints ; en raison de la persistance irréversible dans le péché ; parce que l'on est victime d'un maléfice lancé à travers le démon ; ou lorsqu'on se livre à des pratiques d'occultisme ». Lorsqu'un journaliste lui demande s'il lui est arrivé d'avoir « peur du démon », il répond : « Moi, peur de cette bête ? C’est lui qui doit avoir peur de moi : moi j’agis au nom du Seigneur du monde. Et lui, il n’est que le singe de Dieu ».

### La progression de l'occultisme
À propos de la propagation du satanisme, le père Amorth affirme : « quand la foi recule, la superstition fait des progrès. En termes bibliques, je peux dire que l'on abandonne Dieu pour se livrer à l'occultisme. Le terrible recul de la foi dans toute l'Europe catholique fait que les gens se jettent dans les bras des magiciens et des cartomanciens, et que les sectes sataniques prospèrent. Le culte du démon fait l'objet d'une grande publicité auprès de masses entières, à travers le rock satanique et de personnages comme Marilyn Manson. On s'attaque aussi aux enfants ! Les séances de spiritisme, dans lesquelles on évoque les morts pour qu'ils répondent à certaines questions sont très répandues ! [...] Selon les  sondages, 37 % des étudiants ont fait au moins une fois le jeu des lettres ou du verre qui est une véritable séance de spiritisme. [...] Il n'y a pas de différence entre magie blanche et magie noire. Quand la magie fonctionne, c'est toujours l'œuvre du démon. Toutes les formes d'occultisme, comme ce grand recours aux religions d'Orient, avec leurs suggestions ésotériques, sont des portes ouvertes au démon, et le diable entre tout de suite ! ».

### Satan et la culture populaire
Gabriele Amorth considère L'Exorciste de William Friedkin comme « son film préféré » et le recommande à ceux qui ne connaissent pas la nature de son travail. Pour lui, même si les effets spéciaux sont exagérés, il s'agit d'« un bon film, et substantiellement exact, basé sur un roman respectable qui reflète une histoire vraie. ».
Le prêtre en revanche condamne des œuvres comme Yu-Gi-Oh! ou Harry Potter, qui « conduisent à la magie et, donc, au mal » et au travers desquelles « le diable agit de manière sournoise ».

### Satan et les islamistes
Dans un entretien accordé au journal Il Giornale, Gabriele Amorth s'exprime ainsi : « Les choses arrivent dans les sphères spirituelles, puis se concrétisent sur cette terre. Les royaumes spirituels sont seulement au nombre de deux : l'Esprit Saint et l'esprit démoniaque. Le mal est déguisé sous diverses formes — politique, religieuse, culturelle... — mais n'a qu'une seule et unique source d'inspiration : le diable ». Il ajoute : « La politique internationale, qui, aujourd'hui, n'apporte pas de réponse au massacre des chrétiens, devrait commencer par combattre les islamistes, et les combattre sous une forme différente ». En effet, pour lui, « Satan avance avec le Califat et les chrétiens ne savent pas s'en défendre [...] [Lors d'exorcismes], [le diable] répète que le monde est en son pouvoir, et en cela il dit la vérité » : « interrogeons-nous sur ce que l'Occident a fait au cours des dernières décennies. Il a envoyé Dieu au diable. Il en a fini avec les bénédictions d'écoles, il en a fini avec les croix, il a tout envoyé promener... [...] Bibliquement parlant, nous sommes dans les derniers temps et la Bête travaille frénétiquement ».

## Distinctions
- Médaille de la valeur militaire
- Croix du Mérite de la guerre
- Distinction du « Volontaire de la Liberté » (it)
- Médaille de la Guerre de Libération (it)

## Publications

### Œuvres traduites en français
- Un exorciste raconte, Paris, éd. François-Xavier de Guibert, 1992.
- Nouveaux récits d'un exorciste, Paris, éd. du Rocher, 1993.
- Exorcisme et psychiatrie, Paris, éd. François-Xavier de Guibert, 2002.
- Confessions-Mémoires de l'exorciste officiel du Vatican : Père Gabriele Amorth, entretiens avec Marco Tosatti, Michel Lafon, 2012Pour Famille chrétienne, la traduction française de ce livre « laisse une impression de malaise ». L'ouvrage aurait « échappé » à dom Amorth, qui aurait été « piégé » par son éditeur français, « un fabricant de « coups d’édition » à la déontologie floue ». Le magazine donne deux exemples : le bandeau publicitaire, qui présente le livre comme celui de « l'exorciste officiel du Vatican », une fonction qui n’existe pas, et l'affirmation selon laquelle les démons seraient « encore plus nombreux dans une personne corpulente », une mauvaise traduction évidemment contredite par le père Amorth, qui confirme que « les démons sont de purs esprits »[7].
- Moi, le dernier exorciste : une vie de lutte contre le mal, Paris, éd. François-Xavier de Guibert, 2013.
- Le démon ne peut rien contre la miséricorde de Dieu, Paris, Éditions Pierre Téqui, 2016
- J'ai rencontré Satan : Le combat du plus célèbre exorciste, Nouan-Le-Fuzelier, Éditions des Béatitudes, 2016
- Moi, l'exorciste du Vatican (trad. de l'italien par Hélène Tordo), Paris, Ephata, 2024, 320 p. (ISBN 978-2-38550-047-4)

### Œuvres en langue originale
- (it) Consacrazione a Maria. Mese di maggio, Rome, Paoline, 1959.
- (it) Caratteri e documenti degli istituti secolari, Rome, Paoline, 1968.
- (it) Maria: un sì a Dio. Mese mariano, Rome, Paoline, 1979.
- (it) Avec Stefano De Fiores (it) et Santino Epis, La consacrazione dell'Italia a Maria. Teologia, storia, cronaca, Rome, Paoline, 1983.
- (it) Dialoghi su Maria. 31 temi, 164 domande, Padoue, Messaggero, 1987.
- (it) Un esorcista racconta, Rome, Dehoniane, 1990.
- (it) Dietro un sorriso. Alessandrina Maria da Costa, Rome, Paoline, 1992.
- (it) Nuovi racconti di un esorcista, Rome, Dehoniane, 1992.
- (it) Liberaci dal male. Preghiere di liberazione e guarigione, Rome, Dehoniane, 1993.
- (it) Esorcisti e psichiatri, Rome, Dehoniane, 1996.
- (it) Padre Pio. Fede, sofferenza, amore, Rome, Dehoniane, 1998.
- (it) Il vangelo di Maria. Un mese con la Madre di Gesù, Cinisello Balsamo, San Paolo, 1998.
- (it) Padre Pio. Breve storia di un santo, Bologne, EDB, 2002.
- (it) Avec Marco Tosatti, Inchiesta sul demonio, Casal, Piemme religio, 2003.
- (it) Avec Marco Tosatti, Padre Pio e il diavolo. Gabriele Amorth racconta..., Casal, Piemme, 2003.
- (it) Avec Marco Tosatti, Memorie di un esorcista. La mia vita in lotta contro Satana, Milan, Piemme, 2010.
- (it) Avec Roberto Italo Zanini, Più forti del male. Il demonio, riconoscerlo, vincerlo, evitarlo, Cinisello Balsamo, San Paolo, 2010.
- (it) Avec Rinaldo Fabris (it), L'azione del maligno. Come riconoscerla e come liberarsene, Vérone, Fede & cultura, 2011.
- (it) Avec Paolo Rodari, L'ultimo esorcista. La mia battaglia contro Satana, Milan, Piemme, 2012.
- (it) Don Amorth a Radio Maria, Camerata Picena, Shalom, 2012.
- (it) Avec Mariarita Viaggi, Ma liberaci dal male, Tavagnacco, Segno, 2012.
- (it) Avec Paolo Rodari, Il segno dell'esorcista. Le mie ultime battaglie contro Satana, Milan, Piemme, 2013.
- (it) Vade retro Satana!, Cinisello Balsamo, San Paolo, 2013.
- (it) Il diavolo. Un'inchiesta contemporanea, Milan, Piemme, 2014.
- (it) Angeli e diavoli. Cinquanta domande a un esorcista, Bologne, EDB, 2014.
- (it) Racconti di un esorcista, Bologne, EDB, 2014.
- (it) Avec Angelo De Simone, Dio più bello del diavolo. Testamento spirituale, Cinisello Balsamo, San Paolo, 2015.
- (it) Avec Stefano Stimamiglio, Saremo giudicati dall'amore. Il demonio nulla può contro la misericordia di Dio, Cinisello Balsamo, San Paolo, 2015.
- (it) Avec Angela Musolesi, Vincere il demonio con Gesù. Come liberare e liberarsi, Milan, Paoline, 2015.
- (it) Avec Sławomir Sznurkowski, Ho incontrato Satana. La battaglia del più autorevole esorcista vivente, Milan, Piemme, 2016.
- (it) Il mio rosario, Cinisello Balsamo, San Paolo, 2016.

## Documentaires
- Philippe Rouget (réal.), Vade retro, Satanas, 2002, documentaire, 52 min.
- Frank Di Bugnara (réal.), The Rite of Exorcism: Myth, Mystery & Hope, 2011, documentaire, 72 min.
- Fredrik Horn Akselsen (réal.), The Exorcist in the 21st Century, 2012, documentaire, 80 min.
- Sam Dunn et Scot McFadyen (réal.), Satan Lives, 2015, documentaire, 92 min.
- William Friedkin (réal.), The Devil and Father Amorth (en), 2017, documentaire, 69 min.

## Fictions
- 2023 : L'Exorciste du Vatican (The Pope's Exorcist) de Julius Avery